# Henry Kissinger
Henry Alfred Kissinger născut Heinz Alfred Kissinger (n. 27 mai 1923, Fürth, Republica de la Weimar – d. 29 noiembrie 2023, Kent⁠(d), Connecticut, SUA) a fost secretar de stat al Statelor Unite și consilier pe probleme de securitate națională în timpul președinției lui Richard Nixon și în cea a lui Gerald Ford. A jucat un rol cheie în diplomația mondială între 1969 și 1977. În anul 1973 i-a fost acordat, alături de generalul vietnamez Lê Ðức Thọ, Premiul Nobel pentru Pace pentru contribuția sa decisivă la încetarea devastatorului Război din Vietnam. 
În culmea carierei sale, presa americană spunea despre Henry Kissinger, consilierul pe probleme de securitate națională al președintelui Nixon că el este, de fapt, „adevăratul președinte”.
Kissinger a devenit un oficial de rang înalt al organizației evreiești B’nai B’rith,  membru al grupului Bilderberg și al Comisiei Trilaterale. A aparținut Marii Loji Francmasonice elvețiene Alpina, Clubului elitist Bohemian și a fost un membru al Cluburilor Phi Beta Kappa, Cosmos, Federal City și Century. 
În ciuda aprecierii și a recunoașterii oficiale de care s-a bucurat, acțiunile sale în planul politicii externe i-au determinat pe unii comentatori, în frunte cu Christopher Hitchens, să-l acuze pe diplomatul american de crime de război. Decernarea Premiului Nobel rămâne o decizie controversată și în zilele noastre.

## Date biografice
Heinz Alfred Kissinger s-a născut într-o familie de evrei germani din orașul Fürth, Bavaria, Germania. Forțat de persecuțiile regimului nazist, în 1938, ajunge în New York, împreună cu familia sa, obținând cetățenia americană la 19 iunie 1943.
Liceul l-a absolvit în Manhattan, Washington Heights. Kissinger și-a păstrat un puternic accent german, care a generat o situație hilară în timpul unei conferințe de presă împreună cu Helmut Kohl, cancelarul Germaniei, când ziariștii au putut auzi, în același timp, un american vorbind engleza cu un accent puternic german și un german pur sânge vorbind „engleza de Oxford”. 
Anii de la liceul "George Washington" i-a petrecut împărțindu-și timpul între cursurile serale și munca sa din timpul zilei la o fabrică de pămătufuri. În 1943, la scurt timp după obținerea cetățeniei americane, este recrutat în armată și trimis ca translator de germană pe lângă Serviciul de Contra-Spionaj al Armatei Americane.
În 1950 obține "summa cum laude" de la Colegiul Harvard. Legendele apărute în jurul său descriu punctajul obținut de-a lungul facultății ca fiind maxim, lucru considerat ca unic în istoria Harvard-ului. Adevărul, însă, este că Henry Kissinger a obținut o notă de „B” (8 în sistem american) în ultimul său an de studii, iar medii generale de 10, pe parcursul anilor, la Harvard au mai existat, e adevărat, însă, că în cazuri excepționale. Totuși, păstrează locul fruntaș în istoria Harvardului, având cea mai lungă dizertație de doctorat, cu titlul: "Refacerea unei Lumi: Metternich, Castlereagh și Problemele Păcii între 1812–22". Obține titlul de doctor în anul 1954.
De asemenea, a fost mare membru al Grupului Bilderberg și Bohemian Grove.

## Cariera politică
Simpatizant al curentului liberal din Partidul Republican, Henry Kissinger a fost întotdeauna dornic să-și pună amprenta asupra politicii externe americane. În campaniile prezidențiale ale anilor 1960, 1964 și 1968 l-a susținut și consiliat pe Guvernatorul de New York Nelson Rockefeller. Totuși, judecând corect înclinarea balanței în campania prezidențială din 1968, în favoarea lui Richard Nixon, Kissinger îi devine consilier pe timpul campaniei. 
În timpul mandatelor lui Richard Nixon, Henry Kissinger i-a servit acestuia în calitate de Consilier pe Probleme de Securitate Națională (1969-1973) și, mai târziu, ca Secretar de Stat (echivalentul Ministrului de Externe în Guvernul României) în perioada 1973-1974. Kissinger rămâne la Casa Albă și pe timpul administrației lui Gerald Ford, păstrând funcția de Secretar de Stat (1974-1977).

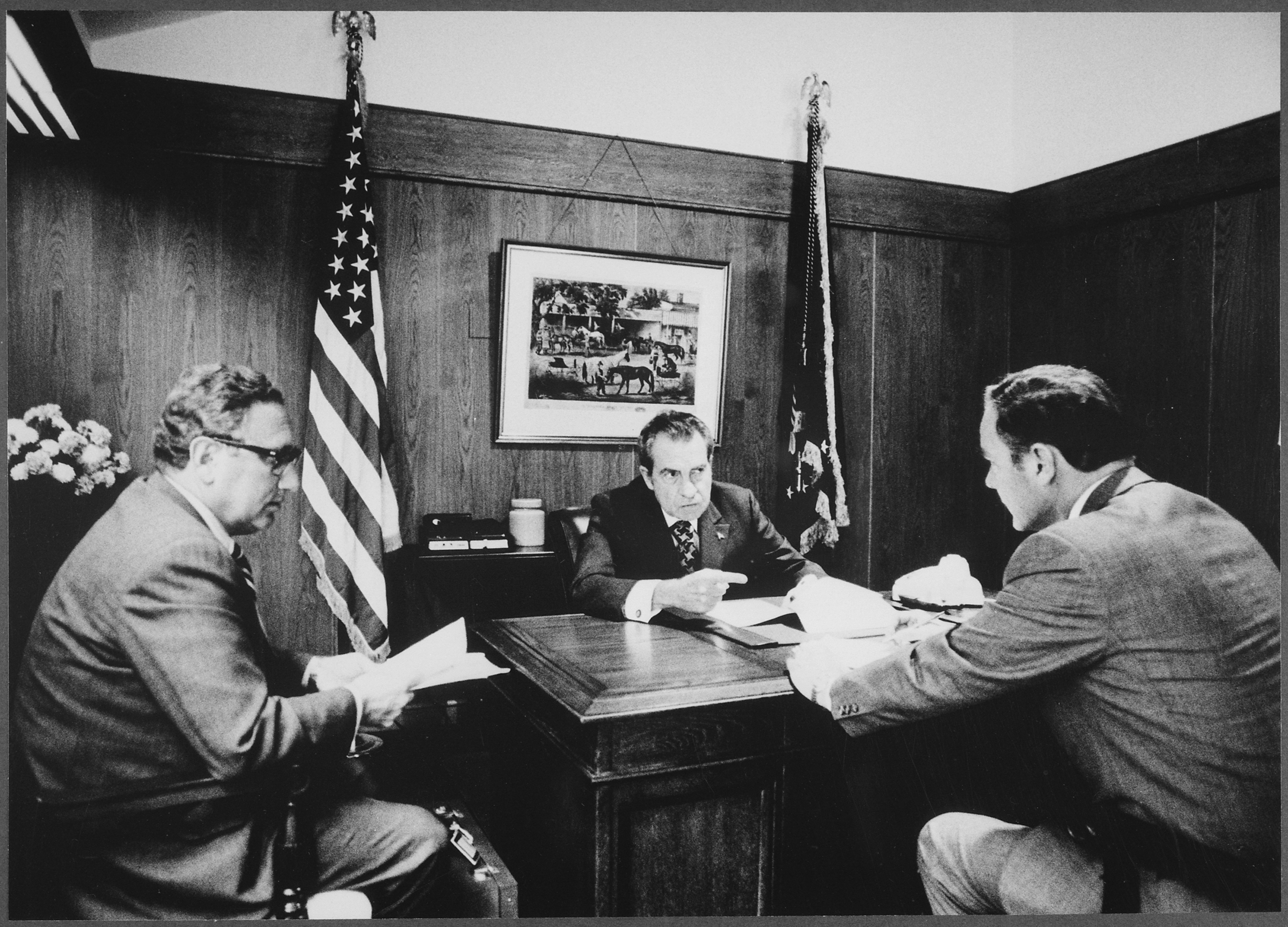
Henry Kissinger, Richard Nixon și Alexander Haig

Lucrând pentru Nixon în plin Război Rece, Kissinger propune și promovează politica de „destindere” cu Uniunea Sovietică. De asemenea, negociază tratatele de limitare a înarmării strategice (SALT I) și cel al rachetelor anti-balistice. În iulie și octombrie 1971, Kissinger face două vizite secrete în China, purtând discuții cu premierul Zhou Enlai și pregătește vizita lui Richard Nixon în China din 1972,  întâlnire istorică între China și Statele Unite ale Americii, care a marcat o   normalizare a relațiilor dintre cele două state. Conținutul întâlnirilor sale cu Zhou Enlai a rămas secret până la declasificarea lor recentă, documentele arătând că punctul central al discuțiilor a fost Taiwan-ul.
În anul 1973 primește Premiul Nobel pentru Pace, împreună cu vietnamezul Lê Ðức Thọ, pentru contribuția lor la stabilirea unui acord de pace între cele două țări. Le Duc Tho refuză premiul, argumentând lipsa unei păci efective în Vietnam la acea dată, în ciuda acordurilor diplomatice. Americii i s-a promis o rezolvare rapidă a războiului și o întoarcere acasă a efectivelor sale militare, dar anii următori au marcat o escaladare a conflictului, intensele campanii de bombardamente fiind supervizate chiar de Kissinger, ceea ce a alimentat nemulțumirea multora și înmulțirea criticilor dure la adresa acceptării Premiului Nobel pentru Pace.
În 1973, Kissinger a negociat sfârșitul Războiului de Yom Kippur, început prin invazia peninsulei Sinai de către Egipt și a platoului Golan de către Siria.
La 11 septembrie 1973, CIA manevrează, în secret, debarcarea președintelui ales al Republicii Chile, Salvador Allende și, îl susține pe Augusto Pinochet ca înlocuitor al acestuia. Suspiciunea implicării directe a lui Kissinger în operațiune a fost negat de către acesta. 
Chiar dacă, ocazional, circulau acuzații la adresa sa cu privire la aranjamente secrete cu țări străine, Kissinger a fost, aproape întotdeauna, o personalitate populară, reprezentând un paradox în cadrul administrației Nixon, a cărei popularitate scădea continuu pe măsura avansării mandatului acesteia. Din fericire pentru el, Kissinger nu a avut o implicare serioasă în afacerea Watergate, ce a dus la prăbușirea în flăcări a întregii administrații Nixon, acest lucru aducându-i o reputație de "om cinstit printre corupți". La apogeul popularității sale, acesta era văzut ca fiind un sex-simbol, apărând în compania unor stele de cinema ca Jill St. John, Shirley MacLaine, sau Candice Bergen.
În decembrie 1975, Kissinger și Gerald Ford s-au întâlnit cu președintele Suharto al Indoneziei. Cu acea ocazie, aceștia și-au manifestat suportul pentru Suharto în invadarea Timorului de Est, ce a dus la masacrarea a peste 200.000 de oameni. Kissinger a negat continuu orice cunoștință a intențiilor președintelui indonezian cu privire la Timor și insistă că "aprobarea" sa asupra acestui fapt este o formulare scoasă din context. El insistă că invazia era un plan dinainte stabilit și calculat în amănunțime, contribuția sa la acest plan fiind nulă. Speculațiile persistă, însă, pe marginea acestui subiect, fiind alimentate de reacțiile sale ostile la adresa subiectului Timorul de Est.

## Viața sa după Casa Albă
Kissinger a părăsit Casa Albă în 1976, odată cu alegerea lui Jimmy Carter ca președinte. Continuă să joace roluri minore în administrațiile Reagan și prima administrație Bush, fiind susținut de grupul neo-conservator care a dominat Partidul Republican în anii '80 și care a văzut în politica sa de „destindere” cu Uniunea Sovietică un factor de conciliere între cele două super-puteri. De-a lungul anilor ia parte la discuții politice singur și în cadrul unor grupuri, cum ar fi "Trilateral Commission", scrie cărți („Diplomația”) și oferă consultanță politică.
În 2002, președintele George W. Bush l-a numit pe Kissinger în conducerea unei comisii de investigare a evenimentelor din 11 septembrie 2001, ceea ce a generat un val de critici, alimentate de preferința lui Kissinger de a oferi publicului „doar atât cât este necesar să cunoască”, conturată de-a lungul anilor săi petrecuți la Casa Albă. 
Un episod interesant se creează prin insistența democraților din Congres în a cere ca Henry Kissinger să prezinte documentele sale financiare și care trebuiau să ateste, în opinia lor, eventualele sale conflicte de interes cu investigația lansată. Kissinger, însă, susținut de Bush, refuză să facă acest lucru, invocând lipsa unui cadru pentru un asemenea gest. În cele din urmă, Kissinger demisionează de la președinția comisiei.

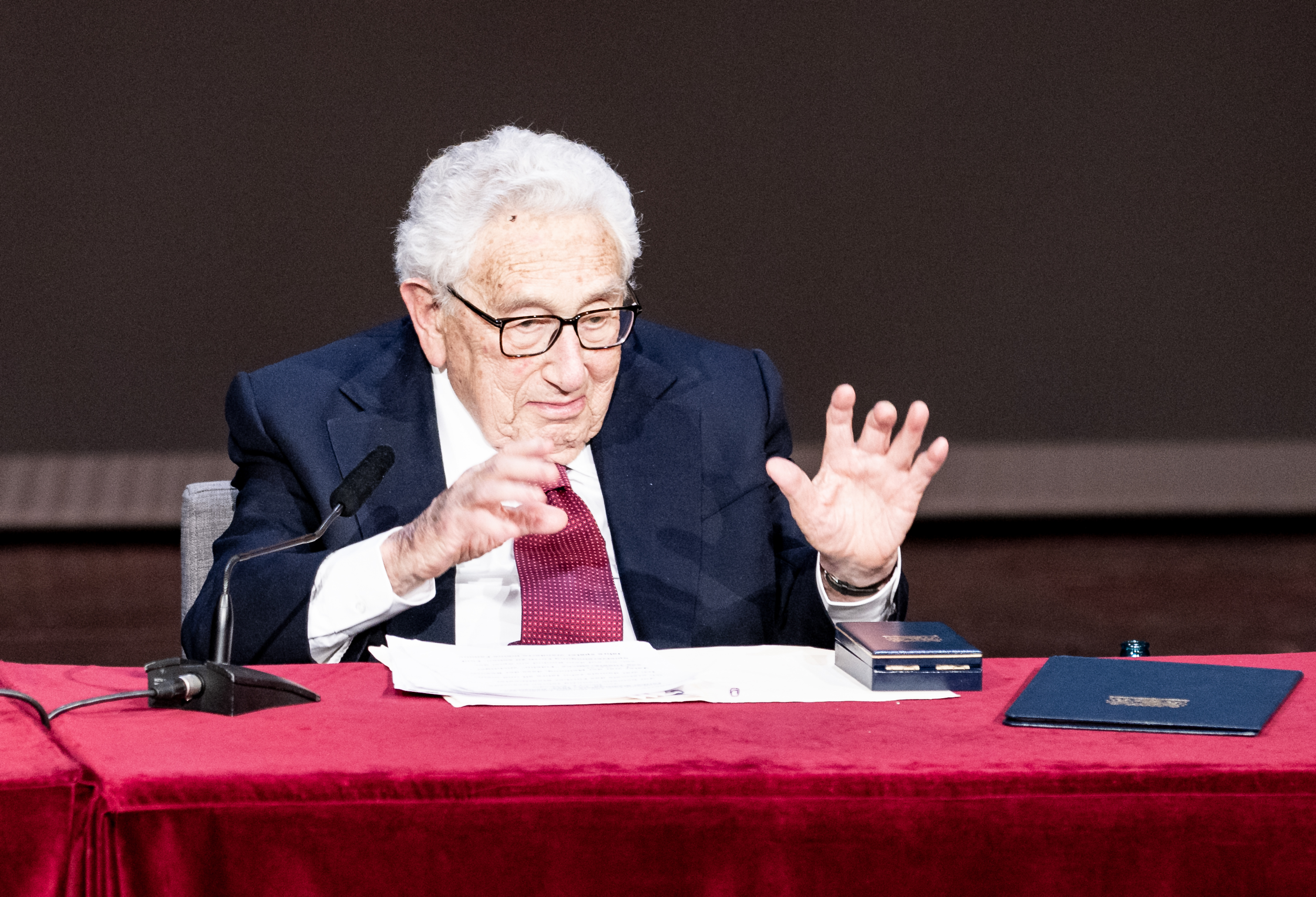
Henry Kissinger la Fürth (2023)

Kissinger și soția sa, Ann Fleischer, au avut 2 copii, pe Elizabeth și David. Către sfârșitul vieții, a trăit cu cea de-a doua sa soție, Maginnes Kissinger, în Kent, Connecticut și a condus o firmă de consultanță ce-i a purtat numele. Pe planul afacerilor a participat și în numeroase alte consilii de conducere ale unor companii, incluzând Hollinger International.
În 1998 lui Kissinger i s-a oferit titlul de Cetățean de Onoare al orașului său natal, Fürth, Germania.